# José Maria Basa
José Maria Basa (Manilla, 19 december 1839 - Hongkong, 10 juli 1907) was een Filipijns koopman en patriot. Hij was een nationalist en groot voorvechter van gelijke rechten in de Filipijnen ten tijde van de Spaanse koloniale overheersing. Hij was lid van het Centrale Comité in Hongkong in de tijd dat Emilio Aguinaldo en andere leiders van de Filipijnse revolutie daar in ballingschap leefden.

## Biografie
José Maria Basa werd geboren in Binondo in de Filipijnse hoofdstad Manilla. Zijn ouders waren Matias Basa en Joaquina San Agustin. Zijn vader was een koopman en vastgoedhandelaar. Dit stelde Basa in de gelegenheid om een goede opleiding te volgen. In 1860 voltooide hij Bachelor of Philosophy-opleiding aan de University of Santo Tomas. Na zijn opleiding ging hij net als zijn vader het zakenleven in. Al op jong leeftijd had hij de leiding over een grote destilleerderij in Manilla.
Basa werd bekend als nationalist en groot voorvechter van gelijke rechten in de Filipijnse kolonie. Hij sympathiseerde met de secularisatiebeweging die werd geleid door Pedro Pelaez en later door de priesters Jose Burgos, Mariano Gomez en Jacinto Zamora. Ook was hij een van de leden van het Comité voor Hervormingen (Comite de Reformas) dat in 1870 werd opricht door studenten van de UST in de termijn van de liberale gouverneur-generaal Carlos María de la Torre. Na de uitbraak van de Cavite-muiterij in 1872 werden Burgos, Gomez en Zamora wegens vermeende betrokkenheid geëxecuteerd. Basa werd ook gearresteerd en door een militair tribunaal veroordeeld tot acht jaar gevangenis. Op 14 maart 1872 vertrok hij met diverse anderen per schip naar het eiland Guam, om daar zijn gevangenisstraf in ballingschap uit te zitten.
In 1874 verleenden de Spanjaarden Basa en zijn medegevangenen op Guam gratie. Hij vestigde zich daarop met zijn familie in Hongkong, waar hij uitgroeide tot een succesvol koopman. In Hongkong bleef hij de nationalistische beweging in zijn thuisland een warm hart toedragen. Hij ontving landgenoten en illustrados als Jose Rizal, Marcelo H. del Pilar, Graciano Lopez Jaena in zijn huis. Voor de uitbraak van de Filipijnse revolutie schreef hij artikelen voor de Propaganda Movement en ondersteunde hen ook financieel. Ook smokkelde hij exemplaren van Rizal's boeken Noli Me Tangere en El filibusterismo en van de revolutionaire krant La Solidaridad naar de Filipijnen. Ter ondersteuning van de Propaganda Movement richtte Basa op 31 mei 1891 de Asocacion Filipina op.
In 1896 brak de Filipijnse revolutie uit. Na het sluiten van het Pact van Biak-na-Bato vertrokken de meeste leiders van de Revolutionaire beweging als onderdeel van dat pact op vrijwillige basis in ballingschap naar Hongkong. Op 24 juni 1898 werd per decreet van Emilio Aguinaldo de Junta van Hongkong opgericht. Door middel van een decreet op 10 augustus van dat jaar richtte het Revolutionairy Committee op. Basa was een van de leden van het Centrale Comité. Op 26 september van dat jaar werd Basa aangesteld als directeur van justitie. Na de uitbraak van de Spaans-Amerikaanse Oorlog was Basa een van de welgestelde Filipino's in Hongkong die de Amerikanen geld aanbood om de Filipijnen te beschermen of te annexeren. Tijdens de Filipijns-Amerikaanse Oorlog was Basa consul voor de Filipijnse revolutionaire regering van Aguinaldo.
Basa bleef na het einde van de revolutie in Hongkong wonen, waar hij in 1907 op 67-jarige leeftijd overleed aan de gevolgen van hartproblemen en een bijkomende longontsteking. Hij was getrouwd met Bernarda Panlaque en kreeg met haar enkele kinderen. Vier jaar na zijn overlijden werden zijn overblijfselen overgebracht naar de Filipijnen, waar hij onder grote publieke belangstelling werd begraven op het Cementerio del Norte.